# Treehouse TV
Treehouse TV ist ein kanadischer Sender, der sich an Vorschulkinder richtet. Gestartet ist er am 1. November 1997. Der Name des Senders kommt vom Programmblock The Treehouse des Schwestersenders YTV. Der Programmblock wurde zugunsten des Senders eingestellt.

## Programm
- Max & Ruby
- Thomas & seine Freunde
- Ranger Rob
- Der Kater mit Hut
- Lenny der Laster
- Esme & Roy
- Little Charmers
- Hops & Huper

## Video on Demand
Das Video on Demand wurde 2005 gestartet. Es ist ein kostenloser Service für Kunden, die digitalen Kabelanschluss abonniert haben.